# Amerikai férfi kosárlabda-válogatott
Az amerikai férfi kosárlabda-válogatott az Amerikai Egyesült Államok férfi nemzeti kosárlabda csapata. Tizenhatszor nyerték meg a nyári olimpiai játékok kosárlabda-tornáját, valamint négyszeres világbajnokok.

## 1990–2000

### 1992-es nyári olimpiai játékok
Barcelonában az 1992-es nyári olimpiai játékokon részt vehettek profi kosárlabdázók is, az amerikai csapat az NBA-ben szereplő kimagasló játékosokkal vett részt a tornán. A Dream Team néven híressé vált keretben a következő játékosok szerepeltek: Michael Jordan, Magic Johnson, Larry Bird, Patrick Ewing, David Robinson, Scottie Pippen, Charles Barkley, Karl Malone, John Stockton, Clyde Drexler, Chris Mulin, Christian Laettner. A csapat minden mérkőzésen 100 pont felett dobott, a tornán lejátszott mérkőzésen 938 pontot dobott, amely átlagosan 117,25 pontnak felel meg mérkőzésenként. A tornán a pontkülönbségük 350 pont volt, amely azt jelentette, hogy átlagosan 43,75 ponttal verték az ellenfeleiket. Természetesen a Dream Team mind a nyolc mérkőzését megnyerte, a döntőben 32 ponttal verték Horvátországot.

### 1994-es világbajnokság
Az 1994-es világbajnokságon az 1992-es Dream Team csapat mintájára a Dream Team II névre keresztelt csapat vett részt. A kanadai rendezésű vb-t is az olimpiához hasonló, százszázalékos teljesítménnyel nyerték meg, a döntőben 46 ponttal verték az orosz csapatot.

### 1996-os nyári olimpiai játékok
Az 1996-os nyári olimpiai játékokon hazai környezetben Atlantában a Dream Team III folytatta az elmúlt évek sikerét, és újra százszázalékos teljesítménnyel nyerte az olimpiai tornát.

## Eredmények
| - 1936: Arany - 1948: Arany - 1952: Arany - 1956: Arany - 1960: Arany - 1964: Arany - 1968: Arany - 1972: Ezüst - 1976: Arany - 1980: nem vett részt, bojkott miatt - 1984: Arany - 1988: Bronz - 1992: Arany - 1996: Arany - 2000: Arany - 2004: Bronz - 2008: Arany - 2012: Arany - 2016: Arany - 2020: Arany - 2024: Arany | - 1950: Ezüst - 1954: Arany - 1959: Ezüst - 1963: 4. hely - 1967: 4. hely - 1970: 5. hely - 1974: Bronz - 1978: 5. hely - 1982: Ezüst - 1986: Arany - 1990: Bronz - 1994: Arany - 1998: Bronz - 2002: 6. hely - 2006: Bronz - 2010: Arany - 2014: Arany - 2019: 7. hely - 2023: 4. hely |

## Játékoskeretek
- 1936. évi nyári olimpiai játékok:  Arany (21 csapat vett részt)
  - Frank Lubin, Sam Balter, Ralph Bishop, Joe Fortenberry, John Gibbons, Francis Johnson, Carl Knowles, Art Mollner, Donald Piper, Jack Ragland, Willard Schmidt, Carl Shy, Duane Swanson, William Wheatley
  - Szövetségi kapitány: Jim Needles
- 1948. évi nyári olimpiai játékok:  Arany (23 csapat vett részt)
  - Bob Kurland, Gordon Carpenter, Clifford Barker, Don Barksdale, Ralph Beard, Lewis Beck, Vincent Boryla, Alex Groza, Wallace Jones, Ray Lumpp, Robert Pitts, Jesse Renick, Jack Robinson, Ken Rollins
  - Szövetségi kapitány: Omar Browning)
- 1950-es világbajnokság:  Ezüst (10 csapat vett részt)
  - John Stanich, Bob Fisher, Bryce Heffley, Tom Jaquet, Dan Kahler, John Langdon, Les Metzger, John Leonard Parks, Jimmy Reese, Don Slocum, Blake Williams
  - Szövetségi kapitány: Gordon Carpenter
- 1952. évi nyári olimpiai játékok:  Arany (23 csapat vett részt)
  - Bob Kurland, Howie Williams, Dan Pippin, William Hougland, Charles Hoag, Clyde Lovellette, Melvin Kelley, Robert Kenney, Marcus Freiberger, Ronald Bontemps, Victor Wayne Glasgow, Frank McCabe, John Keller, Bill Lienhard
  - Szövetségi kapitány: Warren Womble
- 1954-es világbajnokság:  Arany (12 csapat vett részt)
  - Joe Stratton, B. H. Born, Richard Gott, Forrest Hamilton, Bill Johnson, Allen Kelley, Kirby Minter, Don Penwell, Dick Retherford, Kendall Sheets, Ed Solomon, Jerry Arkarath
  - Szövetségi kapitány: Warren Womble
- 1956. évi nyári olimpiai játékok:  Arany (15 csapat vett részt)
  - Bill Russell, William Hougland, Kenneth "K.C." Jones, Gilbert Ford, Burdette Haldorson, Carl Cain, Dick Boushka, James Walsh, Charles Darling, Billy Evans, Robert Jeangerard, Ron Tomsic
  - Szövetségi kapitány: Gerald Tucker
- 1959-es világbajnokság:  Ezüst (13 csapat vett részt)
  - Jerry Vayda, Dick Baker, Jim Coshow, Hank D’Antonio, Bob Hodges, Eddie White, Robert Jeangerard, Henry McDonald, John F. Miller, Ronald Olsen, Virgil Riley, Dick Welsh
  - Szövetségi kapitány: Charles "Buzz" Bennett
- 1960. évi nyári olimpiai játékok:  Arany (16 csapat vett részt)
  - Oscar Robertson, Jerry West, Walter Bellamy, Jerry Lucas, Jay Arnette, Bob Boozer, Terry Dischinger, Adrian Smith, Burdette Haldorson, Lester Lane, Darrall Imhoff, Allen Kelley
  - Szövetségi kapitány: Pete Newell
- 1963-as világbajnokság: 4. helyezés (13 csapat vett részt)
  - Pete McCaffrey, Mel Peterson, Willis Reed, Mel Gibson, Bunk Adams, Jerry Shipp, Lucious Jackson, Charlie Bowerman, Walt Torrence, Vinnie Ernst, Ed Smallwood, Don Kojis (Szövetségi kapitány: Garland Pinholster
- 1964. évi nyári olimpiai játékok:  Arany (16 csapat vett részt)
  - Bill Bradley, Larry Brown, Jim Barnes, Joe Caldwell, Pete McCaffrey, Melvin Counts, Richard Davies, Walt Hazzard, Lucious Jackson, Jerry Shipp, Jeff Mullins, George Wilson
  - Szövetségi kapitány: Henry “Hank” Iba
- 1967-es világbajnokság: 4. helyezés (13 csapat vett részt)
  - Stan McKenzie, Vern Benson, Darius Cunningham, John Clawson, Jay Miller, Mike Silliman, Charles Paulk, Mike Barrett, Darel Carrier, Al Tucker, Kendall Rhine, Jim Williams
  - Szövetségi kapitány: Hal Fischer
- 1968. évi nyári olimpiai játékok:  Arany (16 csapat vett részt)
  - Spencer Haywood, Mike Barrett, John Clawson, Don Dee, Calvin Fowler, Joseph "Jo Jo" White, Bill Hosket, Jim King, Glynn Saulters, Charles Scott, Mike Silliman, Ken Spain
  - Szövetségi kapitány: Henry “Hank” Iba
- 1970-es világbajnokság: 5. helyezés (13 csapat vett részt)
  - Tal Brody, Bill Walton, Kenny Washington, Brad Luchini, Michael Silliman, Bob Wolfe, Jim Williams, Art Wilmore, Darnell Hillman, Stan Isaac, Bruce McDonald, Garfield Smith
  - Szövetségi kapitány: Hal Fischer
- 1972. évi nyári olimpiai játékok:  Ezüst (16 csapat vett részt)
  - Doug Collins, Jim Brewer, Ed Ratleff, Dwight Jones, Thomas Henderson, Tommy Burleson, Kevin Joyce, Bobby Jones, Kenny Davis, Mike Bantom, James Forbes, Tom McMillen
  - Szövetségi kapitány: Henry “Hank” Iba
- 1974-es világbajnokság:  Bronz (14 csapat vett részt)
  - John Lucas, Tom Boswell, Joe Meriweather, Rick Schmidt, Rich Kelley, Quinn Buckner, Myron Wilkins, Steve Grote, Luther Burden, Frank Oleynick, Eugene Short, Gus Gerard
  - Szövetségi kapitány: Gene Bartow
- 1976. évi nyári olimpiai játékok:  Arany (12 csapat vett részt)
  - Adrian Dantley, Phil Ford, Steve Sheppard, Phil Hubbard, Mitch Kupchak, Michael "Tate" Armstrong, Quinn Buckner, Kenny Carr, Walter Davis, Ernie Grunfeld, Tom LaGarde, Scott May
  - Szövetségi kapitány: Dean Smith
- 1978-as világbajnokság: 5. helyezés (14 csapat vett részt)
  - Irvin Kiffin, Wayne Smith, Tim Hall, Derrick Jackson, Eugene Parker, Tom Schneeberger, Ernst Wansley, Marvin Delph, Ralph Drollinger, Brad Hoffman, Mike Jackson
  - Szövetségi kapitány: Bill Oates
- 1980. évi nyári olimpiai játékok: bojkott miatt nem vett részt.
- 1982-es világbajnokság:  Ezüst (13 csapat vett részt)
  - Doc Rivers, Antoine Carr, John Pinone, Mitchell Wiggins, Jeff Turner, Joe Kleine, Earl Jones, Ted Kitchel, Fred Reynolds, Jon Sundvold, Jim Thomas, Mark West
  - Szövetségi kapitány: Bob Weltlich
- 1984. évi nyári olimpiai játékok:  Arany (12 csapat vett részt)
  - Michael Jordan, Patrick Ewing, Chris Mullin, Sam Perkins, Steve Alford, Vern Fleming, Joe Kleine, Jon Koncak, Alvin Robertson, Wayman Tisdale, Jeff Turner, Leon Wood
  - Szövetségi kapitány: Bobby Knight
- 1986-os világbajnokság:  Arany (24 csapat vett részt)
  - David Robinson, Rony Seikaly, Sean Elliott, Steve Kerr, Tyrone "Muggsy" Bogues, Brian Shaw, Charles D. Smith, Kenny Smith, Derrick McKey, Tommy Amaker, Tom Hammonds, Armon Gilliam
  - Szövetségi kapitány: Lute Olson
- 1988. évi nyári olimpiai játékok:  Bronz (12 csapat vett részt)
  - David Robinson, Mitch Richmond, Stacey Augmon, Danny Manning, Dan Majerle, J.R. Reid, Willie Anderson, Charles E. Smith, Hersey Hawkins, Charles D. Smith, Vernell Coles, Jeff Grayer
  - Szövetségi kapitány: John Thompson
- 1990-es világbajnokság:  Bronz (16 csapat vett részt)
  - Alonzo Mourning, Chris Gatling, Christian Laettner, Henry Williams, Kenny Anderson, Todd Day, Lee Mayberry, Billy Owens, Mark Randall, Chris Smith, Doug Smith, Bryant Stith
  - Szövetségi kapitány: Mike Krzyzewski
- 1992. évi nyári olimpiai játékok:  Arany (12 csapat vett részt)
  - Michael Jordan, Magic Johnson, Larry Bird, Charles Barkley, Chris Mullin, Patrick Ewing, Karl Malone, John Stockton, David Robinson, Scottie Pippen, Clyde Drexler, Christian Laettner
  - Szövetségi kapitány: Chuck Daly
- 1994-es világbajnokság:  Arany (16 csapat vett részt)
  - Shaquille O’Neal, Dominique Wilkins, Alonzo Mourning, Shawn Kemp, Reggie Miller, Derrick Coleman, Joe Dumars, Kevin Johnson, Mark Price, Steve Smith, Dan Majerle, Larry Johnson
  - Szövetségi kapitány: Don Nelson
- 1996. évi nyári olimpiai játékok:  Arany (12 csapat vett részt)
  - Shaquille O’Neal, Hakeem Olajuwon, Charles Barkley, Scottie Pippen, Karl Malone, John Stockton, David Robinson, Gary Payton, Anfernee Hardaway, Grant Hill, Reggie Miller, Mitch Richmond
  - Szövetségi kapitány: Lenny Wilkens
- 1998-as világbajnokság:  Bronz (16 csapat vett részt)
  - Trajan Langdon, Michael Hawkins, Wendell Alexis, Brad Miller, Bill Edwards, Kiwane Garris, Ashraf Amaya, Jason Sasser, Jimmy Oliver, Jimmy King, Gerard King, David Wood
  - Szövetségi kapitány: Rudy Tomjanovich
- 2000. évi nyári olimpiai játékok:  Arany (12 csapat vett részt)
  - Kevin Garnett, Jason Kidd, Ray Allen, Vince Carter, Gary Payton, Tim Hardaway, Alonzo Mourning, Steve Smith, Shareef Abdur-Rahim, Vin Baker, Allan Houston, Antonio McDyess
  - Szövetségi kapitány: Rudy Tomjanovich
- 2002-es világbajnokság: 6. helyezés (16 csapat vett részt)
  - Reggie Miller, Paul Pierce, Ben Wallace, Jermaine O’Neal, Shawn Marion, Baron Davis, Antonio Davis, Michael Finley, Andre Miller, Jay Williams, Elton Brand, Raef LaFrentz
  - Szövetségi kapitány: George Karl
- 2004. évi nyári olimpiai játékok:  Bronz (12 csapat vett részt)
  - Tim Duncan, Allen Iverson, LeBron James, Dwyane Wade, Amar’e Stoudemire, Shawn Marion, Carlos Boozer, Carmelo Anthony, Stephon Marbury, Richard Jefferson, Lamar Odom, Emeka Okafor
  - Szövetségi kapitány: Larry Brown
- 2006-os világbajnokság:  Bronz (24 csapat vett részt)
  - LeBron James, Dwyane Wade, Carmelo Anthony, Shane Battier, Brad Miller, Dwight Howard, Chris Bosh, Elton Brand, Antawn Jamison, Kirk Hinrich, Chris Paul, Joe Johnson
  - Szövetségi kapitány: Mike Krzyzewski
- 2008. évi nyári olimpiai játékok:  Arany (12 csapat vett részt)
  - Kobe Bryant, LeBron James, Jason Kidd, Dwyane Wade, Carmelo Anthony, Carlos Boozer, Dwight Howard, Chris Bosh, Chris Paul, Tayshaun Prince, Michael Redd, Deron Williams
  - Szövetségi kapitány: Mike Krzyzewski, Másodedzők: Jay Triano, Mike D’Antoni, Jim Boeheim, Nate McMillan
- 2010-es világbajnokság:  Arany (24 csapat vett részt)
  - Chauncey Billups, Stephen Curry, Eric Gordon, Derrick Rose, Russell Westbrook, Andre Iguodala, Kevin Durant, Rudy Gay, Danny Granger, Lamar Odom, Kevin Love, Tyson Chandler, Kobe Bryant
  - Szövetségi kapitány: Mike Krzyzewski
- 2012. évi nyári olimpiai játékok:  Arany (12 csapat vett részt)
  - Tyson Chandler, Kevin Durant, LeBron James, Russell Westbrook, Deron Williams, Andre Iguodala, Kobe Bryant, Kevin Love, James Harden, Chris Paul, Anthony Davis, Carmelo Anthony
  - Szövetségi kapitány: Mike Krzyzewski, Másodedzők: Mike D’Antoni, Jim Boeheim, Nate McMillan
- 2014-es világbajnokság:  Arany (24 csapat vett részt)
  - Stephen Curry, Klay Thompson, Derrick Rose, Kenneth Faried, Rudy Gay, DeMar DeRozan, Kyrie Irving, Mason Plumlee, DeMarcus Cousins, James Harden, Anthony Davis, Andre Drummond
  - Szövetségi kapitány: Mike Krzyzewski; Másodedzők: Jim Boeheim, Tom Thibodeau, Monty Williams
- 2016. évi nyári olimpiai játékok:  Arany (12 csapat vett részt)
  - Jimmy Butler, Kevin Durant, DeAndre Jordan, Kyle Lowry, Harrison Barnes, DeMar DeRozan, Kyrie Irving, Klay Thompson, DeMarcus Cousins, Paul George, Draymond Green, Carmelo Anthony
- 2019-es világbajnokság: 7. helyezés (32 csapat vett részt)
  - Harrison Barnes, Jaylen Brown, Joe Harris, Brook Lopez, Khris Middleton, Donovan Mitchell, Mason Plumlee, Marcus Smart, Jayson Tatum, Miles Turner, Kemba Walker, Derrick White
  - Szövetségi kapitány: Gregg Popovich; Másodedzők: Steve Kerr, Lloyd Pierce, Jay Wright
- 2020. évi nyári olimpiai játékok:  Arany (12 csapat vett részt)
  - Bam Adebayo, Devin Booker, Kevin Durant, Jerami Grant, Draymond Green, Jrue Holiday, Keldon Johnson, Zach LaVine, Damian Lillard, JaVale McGee, Khris Middleton, Jayson Tatum
  - Szövetségi kapitány: Gregg Popovich; Másodedzők: Steve Kerr, Lloyd Pierce, Jay Wright, Jason Biles
- 2023-as világbajnokság: 4. helyezés (32 csapat vett részt)
  - Paolo Banchero, Mikal Bridges, Jalen Brunson, Anthony Edwards, Tyrese Haliburton, Josh Hart, Brandon Ingram, Jaren Jackson Jr., Cameron Johnson, Walker Kessler, Bobby Portis, Austin Reaves
  - Szövetségi kapitány: Steve Kerr; Másodedzők: Mark Few, Tyronn Lue, Erik Spoelstra
- 2024. évi nyári olimpiai játékok:  Arany (12 csapat vett részt)
  - Stephen Curry, Anthony Edwards, LeBron James, Kevin Durant, Tyrese Haliburton, Jayson Tatum, Joel Embiid, Jrue Holiday, Bam Adebayo, Anthony Davis, Devin Booker, Derrick White
  - Szövetségi kapitány: Steve Kerr; Másodedzők: Mark Few, Tyronn Lue, Erik Spoelstra